# Lipovšćaki
 Lipovšćaki  falu Horvátországban, Károlyváros megyében. Közigazgatásilag  Bosiljevóhoz tartozik.

## Fekvése
Károlyvárostól 19 km-re délnyugatra, községközpontjától 4 km-re keletre fekszik.

## Története
Nevét egykori birtokosairól a Lipovšćak családról kapta. 1857-ben 158, 1910-ben 84 lakosa volt. Trianon előtt Modrus-Fiume vármegye Vrbovskói járásához tartozott. 2011-ben 14-en lakták.

## Lakosság
| Lakosság változása | Lakosság változása | Lakosság változása | Lakosság változása | Lakosság változása | Lakosság változása | Lakosság változása | Lakosság változása | Lakosság változása | Lakosság változása | Lakosság változása | Lakosság változása | Lakosság változása | Lakosság változása | Lakosság változása | Lakosság változása |
| ------------------ | ------------------ | ------------------ | ------------------ | ------------------ | ------------------ | ------------------ | ------------------ | ------------------ | ------------------ | ------------------ | ------------------ | ------------------ | ------------------ | ------------------ | ------------------ |
| 1857               | 1869               | 1880               | 1890               | 1900               | 1910               | 1921               | 1931               | 1948               | 1953               | 1961               | 1971               | 1981               | 1991               | 2001               | 2011               |
| 158                | 139                | 143                | 124                | 105                | 84                 | 81                 | 87                 | 88                 | 81                 | 69                 | 55                 | 48                 | 38                 | 27                 | 14                 |